# Streltsja
Streltsja (Bulgaars: Стрелча) is een stad in de Bulgaarse oblast Pazardzjik. Op 31 december 2018 telde de stad Streltsja 3.658 inwoners, terwijl de gemeente Streltsja, inclusief 4 nabijgelegen dorpen, zo'n 4.473 inwoners had.  De volgende dorpen behoren tot de gemeente Streltsja: Blatnitsa, Djoelevo, Smilets en Svoboda.